# 6859 Datemasamune
6859 Datemasamune (1991 CZ) là một tiểu hành tinh vành đai chính bên trong được phát hiện ngày 13 tháng 2 năm 1991 bởi M. Koishikawa ở trạm Ayashi thuộc đài thiên văn Sendai.